# 菲斯特峰
46°59′25″N 8°45′49″E / 46.990338°N 8.763588°E
菲斯特峰（德語：Firstspitz），是瑞士的山峰，位於該國中部，由施維茨州負責管轄，屬於施維茨前阿爾卑斯山脈的一部分，海拔高度1,624米，每年平均降雨量2,385毫米。